# Anders-Larsatjärnen
Anders-Larsatjärnen är en sjö i Skellefteå kommun i Västerbotten och ingår i Sävaråns huvudavrinningsområde.